# Jump on It!
Jump on It! è il quinto e ultimo album del gruppo hip hop statunitense The Sugarhill Gang, pubblicato il 16 aprile del 1999 e distribuito dalla Rhino Entertainment. Il disco, uscito 15 anni dopo l'ultimo del gruppo, è destinato a un pubblico di bambini e presenta una versione di Rapper's Delight per bambini.
| Recensione | Giudizio |
| ---------- | -------- |
| AllMusic   | [ 1 ]    |

## Tracce
1. Jump on It! – 3:25
2. Kick a Rhyme with Dr. Seuss – 3:56
3. ABC's – 2:30
4. It's Like a Dream Sometimes – 2:42
5. The Vowels – 3:04
6. Fireworks – 2:38
7. Last Day of School – 3:10
8. Kids' Rapper's Delight (Kids' Rap-Along – 5:08
9. Sugarhill Groove – 3:05
10. My Little Playmate – 1:43

Durata totale: 31:21